# 사회학의 역사
학문으로서의 사회학은 프랑스 혁명 이후의 실증주의적인 "사회의 과학"이라는 계몽주의적인 사고로부터 유래했다. 사회학은 근대성, 자본주의, 도시화, 합리화, 세속화, 식민지화와 제국주의에 대한 반응으로 촉발된 과학철학과 지식철학의 운동들로부터 영향을 받았다.
사회학의 태동기인 19세기 후반에, 사회학적 숙고는 주로 현대 국민국가의 출현 즉 국가를 구성하는 제도, 사회화가 수행되는 단위와 감시 등에 주목했다. 근대성 개념에 대한 강조라는 점은 고전 정치철학과 사회학이 구별되는 지점이다. 동시에 넓은 의미의 사회 분석은 사회학 분야가 정립되기 이전의 철학과 맞닿는 면이 있다. 한편 다양한 정량적 사회 조사 방법들은 정부와 기업, 조직들의 일반적인 도구로 자리잡았으며 다른 사회과학들에도 적용되기 시작했다. 이러한 점은 사회 연구에 사회 변화의 이론적 설명으로부터 일정한 자율성을 부여했다. 또한 "사회과학"이 인간과 그 상호작용, 사회와 문화를 연구하는 다양한 학문을 지칭하는 포괄적인 용어로 사용되었다.
학문 분야로서 사회학은 각 사회학자들의 인간 본성에 대한 이해, 사회와 그 구성원에 대한 관점에 따른 다양한 범위의 개념을 포괄한다. 그렇기 때문에 사회학에 대한 단순한 정의는 다양한 학문적 배경으로부터 발생한 사회학 연구의 목적과 성과를 설명하기 어렵다.

## 사회학의 전사
"사회학"을 처음 용어로서 사용한 것은 18세기 프랑스의 정치인인 에마뉘엘 조제프 시에예스가 꼽힌다. 그러나 사회학이라는 용어가 존재하지 않았던 시기에도 사회학적 사고로 간주할 수 있는 작업들이 존재했다. 헤로도토스, 투키디데스, 플라톤, 폴리비오스 등 고대 그리스에서 저술된 서양 철학의 초기 텍스트들에서 이러한 관찰을 확인할 수 있으며, 방법론적인 설문은 잉글랜드 국왕 윌리엄 1세가 저술을 명한 《둠스데이 북》으로 거슬러올라간다.
한편 유럽 밖의 지역에서도 이러한 사회학적 관점들이 반영된 기록들이 존재한다. 동아시아에서는 공자와 같은 인물을 꼽을 수 있으며, 특히 중국의 유학자이자 역사가인 마단림은 《문헌통고》에서 역사적 발전의 근간에 있는 사회동학적 양식을 인식한 인물로 꼽힌다. 14세기에는 아랍 세계에서 초기 사회학이라 부를 수 있는 것이 발전하였는데, 특히 사회과학적 추론과 사회 통합(아사비야)과 갈등에 대한 이론을 구성하는 사회철학을 제시한 《무깟디마》를 저술한 이븐 할둔이 사회학의 창시자로 꼽히기도 한다.

## 19세기: 사회학의 정의
1838년 프랑스의 학자인 오귀스트 콩트는 자신의 작업을 "사회물리학"(social physics)이라 칭하기도 하였으나, 오늘날까지 통용되는 의미의 "사회학"(sociology)이라는 용어를 정의한 것으로 여겨지며 따라서 "사회학의 아버지"로도 불린다.

### 오귀스트 콩트

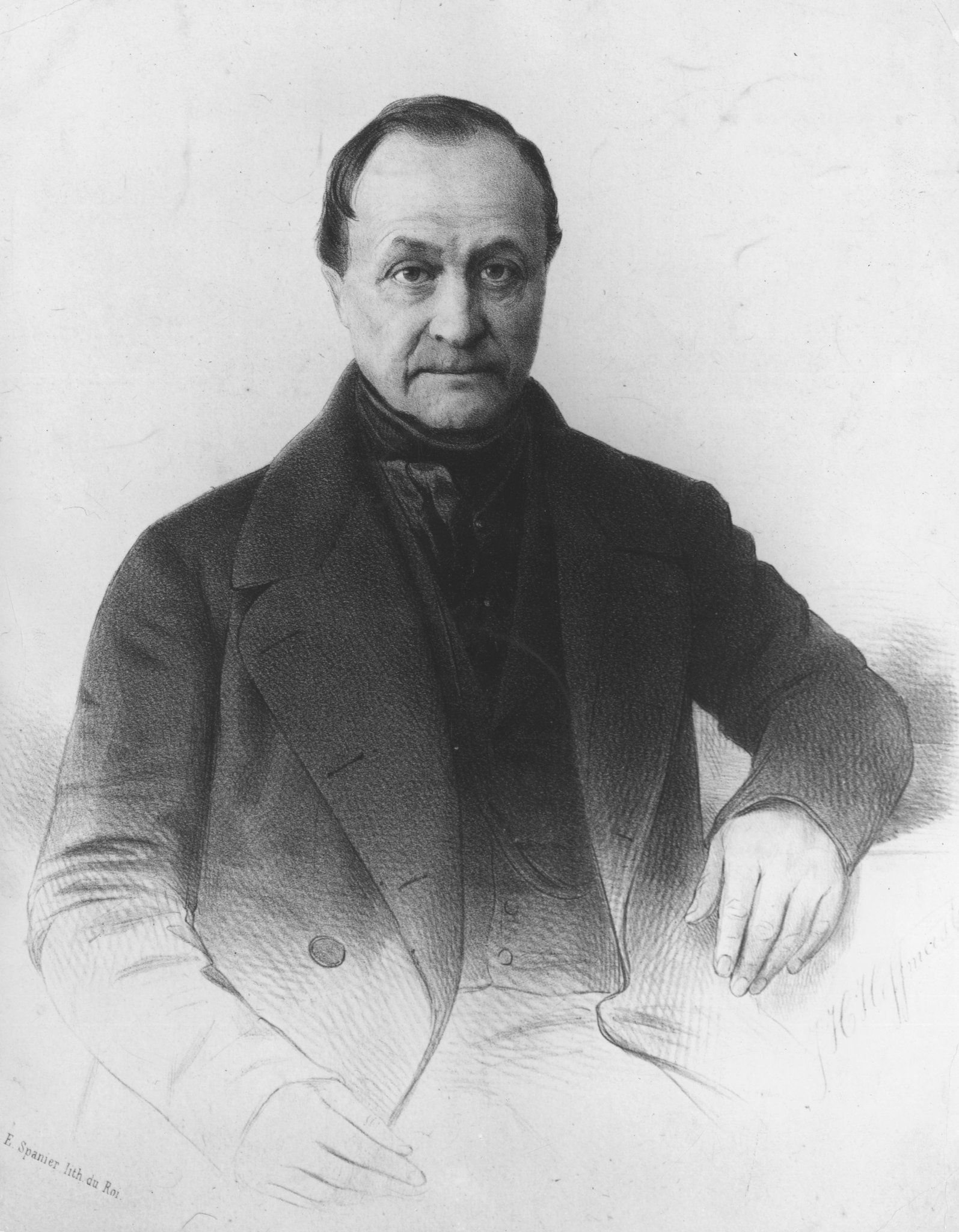
오귀스트 콩트

계몽주의 이후 앙리 드 생시몽의 저작에 영향을 받은 오귀스트 콩트는 사회 영역에 대한 과학적 이해를 통해 인류의 모든 학문을 통합하기를 바랐다. 그의 구상에서 사회학은 가장 기초적인 학문인 물리학의 뒤를 잇는 "과학의 여왕"이었다. 그러한 맥락에서 오귀스트 콩트는 "사회학의 아버지"로 일컬어지기도 한다.
콩트는 《실증철학 강의》(Cours de Philosophie Positive)에서 그의 과학철학을 서술하는 한편 《실증주의의 일반적 관점》(Discours sur l'ensemble du positivisme)을 통해 사회학의 목표를 설정했다. 콩트에 의하면 지식은 세 가지 단계를 거치는데, 첫번째는 신학적 형태로 초자연적인 힘이 지식을 설명한다. 두번째는 형이상학적 형태로 추상적이고 철학적인 추측에 의해 지식이 설명되는 단계이다. 지식은 최종적으로 관찰과 실험, 비교를 통해 설명되는 실증적 단계에 도달한다.

### 마르크스와 역사유물론
카를 마르크스는 콩트와 함께 유럽의 세속화 속에서 새로운 과학적 사상을 만들어내려 한 학자로 꼽힌다. 그러나 콩트와 달리, 헤겔주의 전통으로부터 출발한 마르크스는 실증주의 방법론을 거부하였으며 당대에 스스로를 사회학자로 칭한 이들로부터 사회학자로 인정받지 않았다. 그럼에도 불구하고 20세기 중반에 이르러 포괄적인 사회과학의 구축에서 마르크스는 사회학의 설립자 중 하나로 간주된다.
1830년대에 마르크스는 베를린의 청년 헤겔학파들 중 하나였으나, 《독일 이데올로기》를 저술하면서 그러한 관점으로부터 독립하였다. 산업 혁명 기간의 노동자들의 투쟁을 목격하면서, 마르스크는 체제의 권력이 종교나 관념이 아니라 잉여가치를 창출하는 생산수단의 소유라는 물적 토대에 기반한다고 보았다. 마르크스는 자본가 계급이 노동자의 임금을 줄이거나 기술로 노동력을 대체하려는 압박을 받으며 부를 축적하지만, 생산물의 일차적 소비자인 노동자의 임금 하락은 곧 생산양식으로서의 자본주의의 필연적인 붕괴를 낳을 것이라고 주장했다. 한편 마르크스와 함께 작업했던 프리드리히 엥겔스는 《잉글랜드 노동계급의 상황》을 통해 맨체스터, 런던, 더블린과 에든버러의 노동계급의 삶에 대해 연구하였다.

### 뒤르켐과 프랑스 사회학
에밀 뒤르켐의 작업은 전통적인 사회적, 종교적인 연결망이 더이상 당연하지 않은, 새로운 사회 제도가 성립된 근대성의 시대에 사회가 어떻게 사회 통합을 달성할 것인가 탐구했다. 뒤르켐의 첫번째 주요한 사회학 저작은 《사회분업론》(De la division du travail social, 1893)이었다. 1895년 《사회학적 방법의 규칙들》(Les Règles de la méthode sociologique)을 저술한 뒤르켐은 이듬해 보르도 대학교에 유럽의 첫 사회학과를 개설하여 프랑스의 첫 사회학 교수가 되었고, 1887년부터 1902년까지 강의하였다. 뒤르켐의 세미나 모노그래프인 《자살론》은 가톨릭과 개신교 인구의 자살 통계를 연구하여 현대 사회연구를 개척하고 심리학, 정치철학으로부터 사회과학을 구별한 저작으로 알려져 있다. 《종교 생활의 원초적 형태》는 원주민 사회와 현대 사회의 사회적, 문화적 삶을 비교하면서 종교에 대한 이론을 제시했다.
뒤르켐은 사회학을 과학으로 정립하는 데에 관심을 기울였다. 오귀스트 콩트가 제시한 실증주의를 정제하여 인식론적 실재론으로서의 사회학을 형성하고, 가설 연역 방법을 사회 과학의 방법으로 만들었다. 뒤르켐에게 사회학은 넓은 의미의 제도 즉 "집합성에 의해 제도화된 신념과 행동양식"에 대한 과학이었으며, 사회학의 목적은 구조적인 사회적 사실을 발견하는 것이었다. 또한 뒤르켐은 사회학과 인류학의 기초적 관점인 구조기능주의의 중요한 제안자였다. 1917년 사망할 때까지 뒤르켐은 지식사회학, 사회 계층, 도덕과 일탈 등 다양한 주제에 대한 글과 강의를 남겼다.

### 독일 사회학: 퇴니스, 베버 부부와 지멜
페르디난트 퇴니스는 공동사회(독일어: Gemeinschaft)와 이익사회(독일어: Gesellschaft)가 인간 조직의 일반형(독일어: Normaltyp)이라 주장하였다. 전자는 강한 사회적 유대와 공통의 믿음을 공유하는 전통적 결합인 반면, 후자는 개인주의와 합리성이 주가 된 현대 사회였다. 또한 그는 사회적 개념과 실재하는 사회 행위를 구별하였다. 이러한 개념은 또다른 초기 독일 사회학자인 막스 베버에게서 심화되었다.
막스 베버는 사회 행위에 대한 연구는 경험주의적 방법보다는 해석적인 방법, 즉 개인의 행동에 따르는 목적과 의미를 이해하는 것에 바탕을 두어야 한다고 주장했다. 뒤르켐과 달리 베버는 이러한 행동에는 복수의 원인이 복잡하게 작용한다고 보았다. 베버의 주된 지적 탐구 대상은 자본주의와 근대성의 부상에 따른 합리화, 세속화와 "탈주술화"였다. 또한 베버는 《프로테스탄트 윤리와 자본주의 정신》 등 경제사회학과 종교사회학을 결합한 주장으로도 알려져 있다. 마르크스의 역사적 유물론과 달리 베버는 자본주의 형성의 이해에서 종교가 배태한 문화적 영향의 중요성을 강조하였다. 《프로테스탄트 윤리와 자본주의 정신》 이후로 베버는 세계 곳곳의 종교에 대한 연구를 남겼다. 또한 《소명으로서의 정치》를 통해 사회적 권위의 형태를 구별하였으며, 관료제에 대한 분석을 통해 현대 국가 제도가 더욱 합리적 권위에 기반하고 있음을 강조하였다.
막스 베버의 아내인 마리안 베버 또한 여성 문제에 대한 글을 남긴 독자적인 사회학자였다. 《법에 반영된 아내와 어머니의 지위》(Ehefrau und Mutter in der Rechtsentwicklung)를 통해 결혼 제도에 대해 분석하였으며, 결혼을 "돈과 여성의 노동, 섹슈얼리티가 핵심이 된 권력과 친밀함의 복잡하고 지속되는 협상"으로 보았다.
게오르크 지멜은 초기 독일 사회학자들 중 하나로, 신칸트주의적 접근을 통해 사회학적 반실증주의의 기반을 놓았다. 대도시에 대한 연구를 통해 도시사회학, 상징적 상호작용 이론과 사회 연결망에 대한 연구에 단초를 제공했다.

### 허버트 스펜서
영국의 철학자인 허버트 스펜서는 현대 사회학에서는 대부분 인용되지 않으나 19세기 사회학자들에게 가장 영향을 미친 학자들 중 하나였다. 콩트와 마르크스에 대한 반응으로 스펜서는 사회학을 사회진화론의 관점에서 재구축하려 하였다. 친구인 에드워드 L. 유먼스의 독려를 받은 스펜서는 1874년 《사회학 연구》(The Study of Sociology)를 출간하였는데, 이는 "사회학"(sociology)을 제목으로 삼은 최초의 책이었다.
20세기에 들어서면서 스펜서의 저작은 그의 인종에 대한 사회진화론적 관점이 과학적 인종주의로 간주되면서 영향력을 잃게 되었다. 이 점에서 스펜서는 "빅토리아 시기의 가장 훌륭한 사상가들 중에서 가장 명성을 잃은 사람"으로 기술되기도 한다.

### 미국의 사회학
스펜서와 동시대의 학자였던 레스터 프랭크 워드는 초대 미국사회학회 회장으로, 1883년 《역동적 사회학》(Dynamic Sociology)을 필두로 한 저서를 출간했으며 1906년 브라운 대학교의 사회학 교수가 되었다. 한편 W. E. B. 듀보이스는 1896~1897년 동안의 현장 연구를 기반으로 필라델피아의 아프리카계 미국인에 대한 사회학적 연구인 《필라델피아 흑인》(The Philadelphia Negro)을 출간했다. 이는 아프리카계 미국인에 대한 첫번째 과학적 연구였을뿐만 아니라 초기 미국 사회학의 중요한 공헌으로서 평가받고 있다.

### 그밖의 선구자들
계몽주의와 사회계약론의 이론가들뿐만 아니라 그밖의 많은 학자들이 사회학의 형성에 영향을 미쳤다. 애덤 퍼거슨과 같은 역사학자는 전통 사회가 갖고 있었던 사회적 유대를 제거한 자본주의에 대해 저술했다. 초기 사회사학자와 경제학자들 또한 고전 사회학자로 인정받고 있는데, 로베르트 미헬스, 알렉시 드 토크빌, 빌프레도 파레토, 소스타인 베블런 등이 여기에 속한다.
- 카를 마르크스(1818~1883)
- 에밀 뒤르켐(1858~1917)
- 막스 베버(1864~1920)

## 사회학의 제도화
유럽에서 사회학의 학문적 제도화는 뒤르켐이 보르도 대학교에 사회학과를 설립한 1895년부터 시작되었다. 뒤르켐은 이듬해 학술지 《사회학 연보》(L'Année Sociologique)를 창간했다. 미국에서는 1875년 콩트와 허버트 스펜서의 사상에 기반하여 윌리엄 그레이엄 섬너가 사회학을 가르치기 시작했다. 미국에서 최초로 독립된 사회학 학과는 1892년 시카고 대학교에서 앨비언 우드베리 스몰에 의해 시작되었으며, 스몰은 1895년 《미국 사회학 저널》을 창간했다. 영국에서는 1904년 런던 정치경제대학교에서 처음 사회학과가 개설되었으며, 독일에서는 1919년 루트비히-막시밀리안 뮌헨 대학교에서 막스 베버가 그의 반실증주의에 기초한 사회학을 가르쳤다.

### 뒤르켐, 마르크스와 베버의 정전화
뒤르켐, 마르크스와 베버는 현대 사회과학의 원리를 설계한 세 명의 인물로 여겨진다. 이러한 정전화는 뒤르켐과 베버를 미국에 소개한 탤컷 파슨스에 의해 시작되었다.

## 20세기: 기능주의, 구조주의, 비판 이론과 세계화

### 초기 20세기
20세기 초반 미국에서는 사회문화적 진화에 대한 거시사회학과 일상적인 인간의 사회적 상호작용에 대한 미시사회학이 대두되었다. 조지 허버트 미드와 허버트 블루머, 그리고 시카고 학파의 실용주의적 사회심리학에 근거한 미국의 사회학자들은 상징적 상호작용 이론을 발달시켰다.
한편 1920년대에는 뒤르켐과 베버의 저작들이 사후 출간되었으며, 루카치 죄르지가 《역사와 계급의식》을 펴냈다. 같은 시기에 프랑크푸르트 학파의 테오도어 아도르노, 막스 호르크하이머가 비판 이론을 통해 마르크스주의의 역사적 유물론을 베버, 프로이트와 그람시의 통찰과 통합시키며 계몽주의의 중심 의제와 자본주의 근대의 간극에 주목했다.
1930년대에 탤컷 파슨스는 다양한 조류의 사회학을 단일한 방법론으로 통합하려 하였다. 그는 행위 이론과 기능주의를 발달시키며 사회 질서 연구를 거시 및 미시적 요소의 구조적이고 주의적인 관점과 결합하여 체계 이론과 사이버네틱스라는 더 큰 틀의 맥락에 위치시켰다. 파슨스의 제자인 해럴드 가핑클은 이러한 관점에서 민속방법론을 발전시켰다. 한편 알프레드 슈츠는 오스트리아와 미국에서 이후 사회 구성주의의 기틀이 되는 사회 현상학을 발달시켰다.

## 같이 보기
- 사회학자 목록
- 사회학의 개요
- 사회학 연표